# British Home Championship 1912/13
Die British Home Championship 1912/13 war die 30. Auflage des im Round-Robin-System ausgetragenen Fußballwettbewerbs zwischen den vier britischen Nationalmannschaften von England, Irland (ab 1950/51 Nordirland), Schottland und Wales.
| Pl. | Nationalmannschaft | Sp. | S | U | N | Tore    | Punkte |
| --- | ------------------ | --- | - | - | - | ------- | ------ |
| 1.  | England            | 3   | 2 | 0 | 1 | 006:500 | 04:20  |
| 2.  | Wales              | 3   | 1 | 1 | 1 | 004:400 | 03:30  |
| 3.  | Schottland         | 3   | 1 | 1 | 1 | 002:200 | 03:30  |
| 4.  | Irland             | 2   | 0 | 0 | 2 | 003:400 | 0:40   |

|                                                |   |            |           |
| 18. Januar 1913 in Belfast (Grosvenor Park)    |   |            |           |
| Irland                                         | – | Wales      | 0:1 (0:1) |
| 15. Februar 1913 in Belfast (Windsor Park)     |   |            |           |
| Irland                                         | – | England    | 2:1 (1:1) |
| 3. März 1913 in Wrexham (Racecourse Ground)    |   |            |           |
| Wales                                          | – | Schottland | 0:0       |
| 15. März 1913 in Dublin (Dalymount Park)       |   |            |           |
| Irland                                         | – | Schottland | 1:2 (1:2) |
| 17. März 1913 in Bristol (Ashton Gate Stadium) |   |            |           |
| England                                        | – | Wales      | 4:3 (3:1) |
| 5. April 1913 in London (Stamford Bridge)      |   |            |           |
| England                                        | – | Schottland | 1:0 (1:0) |